# Пёршкенская кирха
Пёршкенская ки́рха — памятник истории и архитектуры, расположенный в поселке Ново-Московское Багратионовского района Калининградской области.

## История
Одна из двух сохранившихся на территории Калининградской области кирх XIII века (вторая кирха — Юдиттен находится в Калининграде).
Основана в 1261. В 1262, во время второго прусского восстания, её сожгли. Очевидно, к концу XIII века её отстроили вновь.
С запада кирхи располагается очень древняя башня, имеющая три этажа и до 1945 — шпиль. Первый этаж выложен из полевого камня. К башне примыкало прямоугольное здание без хоров с пробитыми позднее арочными окнами.
Когда-то в Пруссии было выражение: «божий человек из Пёршкена». Так говорили, когда кто-то притворялся слишком праведным. Приписывают эту фразу пастору Иоганну Якобу фон Шёвену, служившему в кирхе Пёркшен.
В 1945 кирха подверглась обстрелу. Шпиль был сбит, а кирха выгорела.
После войны церковь забросили. Стены кирхи были разрушены примерно на 1,5 м. Но позднее её приспособили под склад.
По состоянию на 2002 г. коробка башни оставалась без шпиля, а кирха была покрыта шиферной крышей.
В настоящее время кирха постепенно разрушается.